# Filmjahr 1940
Liste der Filmjahre

◄◄ | ◄ | 1936 | 1937 | 1938 | 1939 | Filmjahr 1940 | 1941 | 1942 | 1943 | 1944 | ► | ►►

Weitere Ereignisse

## Ereignisse

### Uraufführungen

#### Großdeutschland und Italien
- 8. Februar: Der Propagandafilm Feldzug in Polen hat Premiere.
- 10. Februar: Mit Puss Gets the Boot kommt der erste Film mit den Zeichentrickfiguren Tom und Jerry in die US-amerikanischen Kinos.

Der Postmeister Logo

- 25. April: Der Spielfilm Der Postmeister von Gustav Ucicky frei nach der gleichnamigen Erzählung von Alexander Puschkin wird in Wien uraufgeführt. Im Herbst erhält er bei den Filmfestspielen in Venedig die Coppa Mussolini für den besten ausländischen Film.
- 17. Juli: Der antisemitische und antibritische Propagandafilm Die Rothschilds von Erich Waschneck hat in Berlin seine Uraufführung. Der Film erweist sich als nicht sehr erfolgreich und wird gleich nach der Uraufführung vom Reichsministerium für Volksaufklärung und Propaganda zurückgehalten.
- 13. August: Mit Heidemarie Hatheyer in der Titelrolle hat in München der Spielfilm Die Geierwally nach Wilhelmine von Hillerns gleichnamigem Roman Premiere.
- 5. September: Bei den Filmfestspielen von Venedig wird der deutsche Propagandafilm Jud Süß von Veit Harlan uraufgeführt. Das von der nationalsozialistischen Regierung in Auftrag gegebene Werk ist frei nach der gleichnamigen Novelle von Wilhelm Hauff gestaltet und wird vom Publikum mit Begeisterung aufgenommen. Hauptdarsteller Ferdinand Marian hat die Titelrolle auf Befehl Joseph Goebbels angenommen, nachdem schon mehrere andere Schauspieler abgelehnt haben. Die Deutschlandpremiere erfolgt am 24. September in Berlin.
- 29. November: Der ewige Jude von Fritz Hippler wird als dritter antisemitischer deutscher Propagandafilm des Jahres im Ufa-Palast am Zoo uraufgeführt.
- 30. Dezember: Der NS-Propagandafilm Wunschkonzert von Eduard von Borsody mit Ilse Werner und Carl Raddatz hat seine Uraufführung im Berliner Ufa-Palast am Zoo. Er wird nach Die große Liebe der kommerziell erfolgreichste Film des Dritten Reichs.

#### Vereinigte Staaten
- 24. Januar: Der Spielfilm Früchte des Zorns von John Ford nach dem gleichnamigen Roman von John Steinbeck, in dem das Schicksal der „Okies“ behandelt wird, hat in New York City seine Uraufführung. Die Hauptrollen spielen Henry Fonda, Jane Darwell und John Carradine.

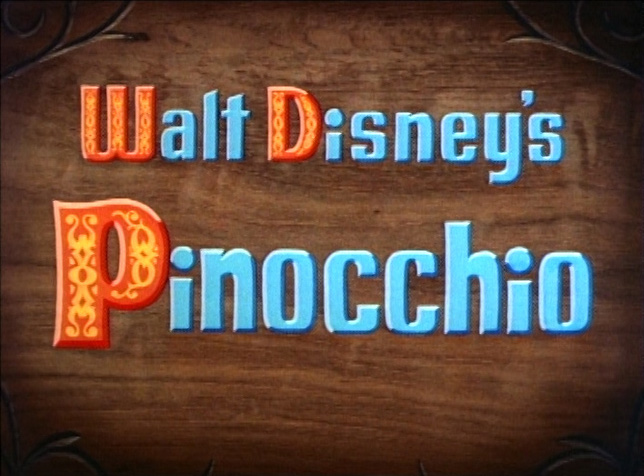
Titelbild von Pinocchio

- 7. Februar: Walt Disneys zweiter abendfüllender Zeichentrickfilm Pinocchio hat in den Vereinigten Staaten Premiere.
- 27. März: In Los Angeles wird Alfred Hitchcocks erster Hollywood-Film Rebecca nach dem gleichnamigen Roman von Daphne du Maurier mit Laurence Olivier und Joan Fontaine in den Hauptrollen uraufgeführt. Er wird von Kritik und Publikum gleichermaßen begeistert aufgenommen und wird in der Folge als einziger Hitchcock-Film einen Oscar als Bester Film erhalten.
- 27. Juli: In den Vereinigten Staaten hat der animierte Kurzfilm A Wild Hare (Die Hasenfalle) von Tex Avery Premiere. Es ist der erste Trickfilmauftritt von Bugs Bunny, der von Mel Blanc synchronisiert wird.
- 15. Oktober: Charlie Chaplins berühmte Filmsatire auf Adolf Hitler, Der große Diktator, startet mit der Uraufführung in New York.
- 13. November: Der gut zweistündige Zeichentrickfilm von Walt Disney mit dem Titel Fantasia hat am Broadway in New York City Premiere.
- 25. November: Woody Woodpecker erscheint erstmals in dem Zeichentrickfilm Knock Knock, in dem er noch eine Nebenfigur spielt.
- 26. Dezember: Die Filmversion von Die Nacht vor der Hochzeit mit Katharine Hepburn, Cary Grant, James Stewart und Ruth Hussey hat Premiere in der Radio City Music Hall in New York City.

### Erfolgreichste Filme
Die zehn erfolgreichsten Filme an den US-amerikanischen Kinokassen nach Einspielergebnis.
| Platz | Filmtitel                  | Einspielergebnis in US-Dollar |             |
| ----- | -------------------------- | ----------------------------- | ----------- |
| 1.    | Boom Town                  | 3.664.000                     | [ 1 ]       |
| 2.    | The Great Dictator         | 3.500.000                     | [ 2 ]       |
| 3.    | Rebecca                    | 3.000.000                     | [ 3 ]       |
| 4.    | The Philadelphia Story     | 2.374.000                     | [ 1 ]       |
| 5.    | Strike Up the Band         | 2.265.000                     | [ 1 ]       |
| 6.    | Northwest Passage          | 2.169.000                     | [ 1 ]       |
| 7.    | Andy Hardy Meets Debutante | 1.945.000                     | [ 1 ]       |
| 8.    | The Fighting 69th          | 1.822.000                     | [ 4 ]       |
| 9.    | Santa Fe Trail             | 1.748.000                     | [ 4 ]       |
| 10.   | Kitty Foyle                | 1.710.000                     | [ 5 ] [ 6 ] |

### Filmpreise

#### Academy Awards
Die diesjährige Oscarverleihung findet am 29. Februar im Ambassador Hotel in Los Angeles statt. Moderator ist Bob Hope.

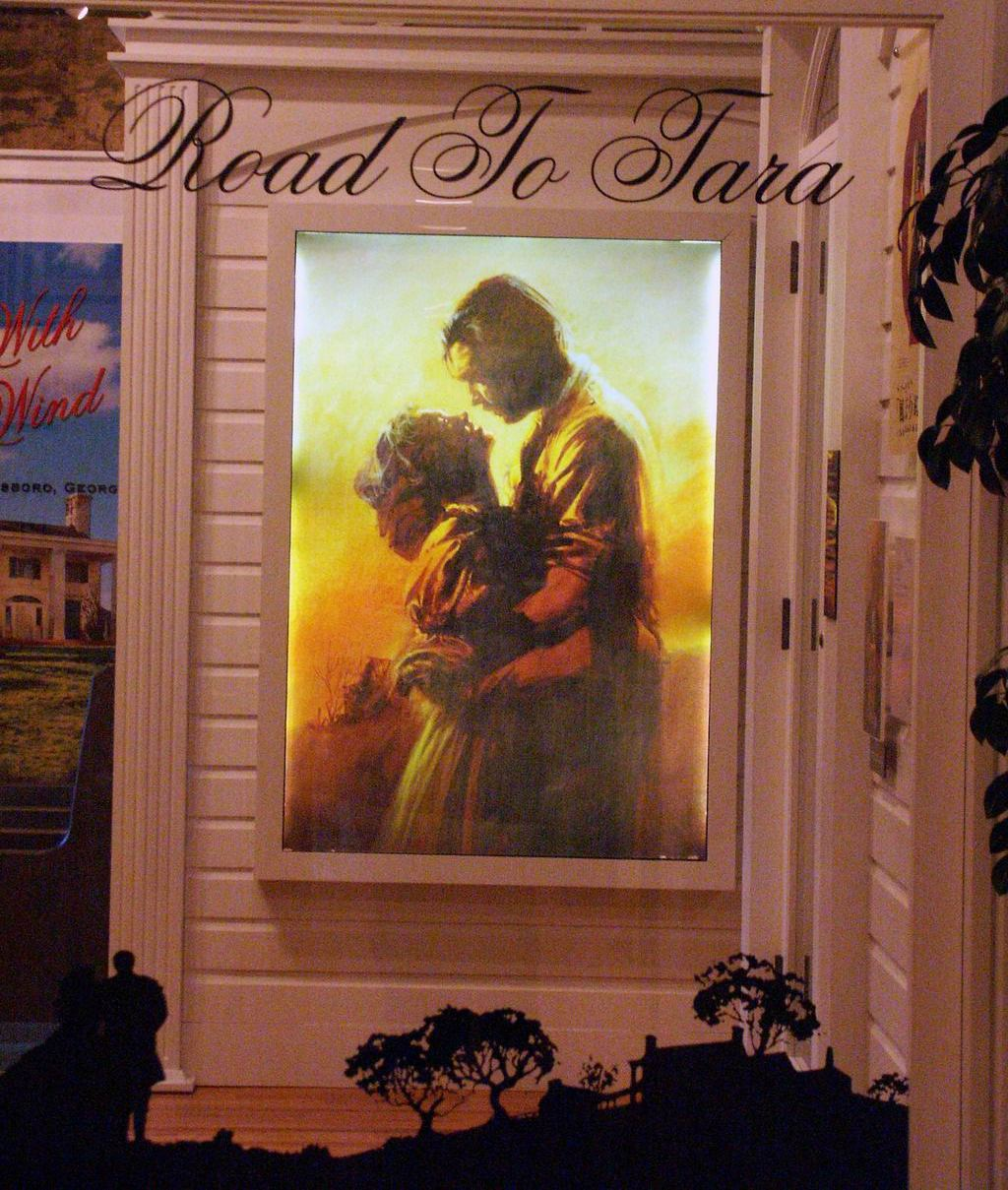
„Vom Winde verweht“-Museum in Jonesboro, Georgia

- Bester Film: Vom Winde verweht von Victor Fleming
- Bester Hauptdarsteller: Robert Donat in Auf Wiedersehen, Mr. Chips
- Beste Hauptdarstellerin: Vivien Leigh in Vom Winde verweht
- Bester Regisseur: Victor Fleming für Vom Winde verweht
- Bester Nebendarsteller: Thomas Mitchell in Ringo
- Beste Nebendarstellerin: Hattie McDaniel in Vom Winde verweht
- Bestes Drehbuch nach einer literarischen Vorlage: Sidney Howard für Vom Winde verweht
- Beste Kamera: Ernest Haller für Vom Winde verweht
- Bester Song: Over the Rainbow von Harold Arlen in Das zauberhafte Land
- Ehrenoscar: Douglas Fairbanks sen.

#### Filmfestspiele von Venedig
Das Filmfestival von Venedig findet vom 8. August bis zum 1. September statt. Die Jury wählt folgende Filme als Preisträger aus:
- Bester ausländischer Film: Der Postmeister von Gustav Ucicky
- Bester italienischer Film: L’assedio dell’Alcazar von Augusto Genina

#### New York Film Critics Circle Award
- Bester Film: Früchte des Zorns von John Ford
- Beste Regie: John Ford für Früchte des Zorns und Der lange Weg nach Cardiff
- Bester Hauptdarsteller: Charles Chaplin in Der große Diktator
- Beste Hauptdarstellerin: Katharine Hepburn in Die Nacht vor der Hochzeit
- Bester ausländischer Film: Die Frau des Bäckers von Marcel Pagnol

#### Weitere Filmpreise und Auszeichnungen
- Directors Guild of America Award: Marshall Neilan
- National Board of Review: Früchte des Zorns von John Ford (Bester Film), Die Frau des Bäckers von Marcel Pagnol (Bester fremdsprachiger Film)

## Geboren

### Januar bis März
Januar

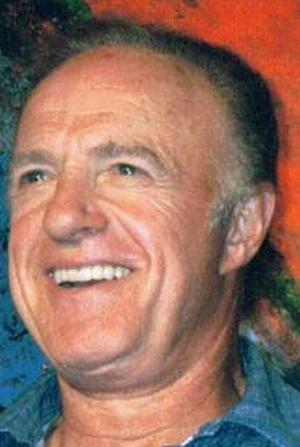
James Caan (* 26. März)

- 03. Januar: Thelma Schoonmaker, US-amerikanische Filmeditorin
- 08. Januar: Sid Ganis, US-amerikanischer Produzent und Schauspieler
- 12. Januar: Matthias Habich, deutscher Schauspieler
- 18. Januar: Nedjalko Jordanow, bulgarischer Schriftsteller und Drehbuchautor
- 19. Januar: John Siegfried Mehnert, deutscher Whistleblower und Schauspieler († 2025)
- 19. Januar: Bernhard Sinkel, deutscher Regisseur und Drehbuchautor
- 20. Januar: Georges Poujouly, französischer Schauspieler († 2000)
- 20. Januar: Jana Brejchová, tschechische Schauspielerin
- 22. Januar: John Hurt, britischer Schauspieler († 2017)
- 23. Januar: Joanna Miles, US-amerikanische Schauspielerin
- 27. Januar: James Cromwell, US-amerikanischer Schauspieler
- 28. Januar: Helma Gautier, österreichische Schauspielerin
- 29. Januar: Lionel Chetwynd, US-amerikanischer Drehbuchautor, Produzent und Regisseur
- 29. Januar: Katharine Ross, US-amerikanische Schauspielerin
- 31. Januar: Stuart Margolin, US-amerikanischer Schauspieler, Regisseur und Drehbuchautor († 2022)

Februar
- 03. Februar: Hans Kratzert, deutscher Filmregisseur und Drehbuchautor († 2023)
- 04. Februar: George A. Romero, US-amerikanischer Regisseur († 2017)
- 04. Februar: John Schuck, US-amerikanischer Schauspieler
- 12. Februar: Richard Lynch, US-amerikanischer Schauspieler († 2012)
- 17. Februar: Christopher Newman, US-amerikanischer Tontechniker († 2025)
- 19. Februar: Carlin Glynn, US-amerikanische Schauspielerin († 2023)
- 21. Februar: Peter McEnery, britischer Schauspieler
- 24. Februar: James Sloyan, US-amerikanischer Schauspieler
- 27. Februar: Howard Hesseman, US-amerikanischer Schauspieler († 2022)
- 27. Februar: Bill Hunter, australischer Schauspieler († 2011)
- 29. Februar: Margit Carstensen, deutsche Theater- und Filmschauspielerin († 2023)

März
- 01. März: Rüdiger Schulzki, deutscher Schauspieler († 2022)
- 02. März: Ricardo Palacios, spanischer Schauspieler († 2015)
- 05. März: Olivera Katarina, serbische Schauspielerin
- 06. März: Elke Haltaufderheide, deutsche Schauspielerin und Produzentin
- 09. März: Larissa Golubkina, russische bzw. sowjetische Schauspielerin und Sängerin († 2025)
- 10. März: Chuck Norris, US-amerikanischer Schauspieler
- 13. März: Jacqueline Sassard, französische Schauspielerin († 2021)
- 20. März: Mary Ellen Mark, US-amerikanische Standfotografin († 2015)
- 26. März: James Caan, US-amerikanischer Schauspieler († 2022)
- 27. März: Austin Pendleton, US-amerikanischer Schauspieler
- 29. März: Godfrey Reggio, US-amerikanischer Regisseur

### April bis Juni
April

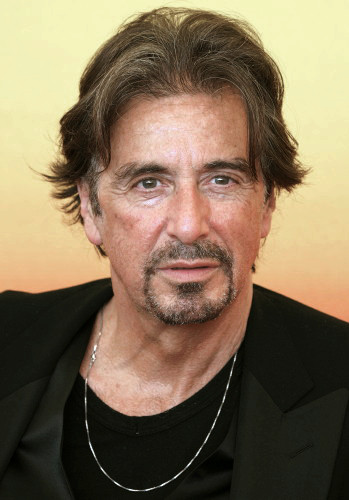
Al Pacino (* 25. April)

- 04. April: Robby Müller, niederländischer Kameramann († 2018)
- 05. April: Gianfranco Barra, italienischer Schauspieler († 2025)
- 07. April: Howard Ziehm, US-amerikanischer Regisseur und Produzent
- 08. April: Ingolf Gorges, deutscher Schauspieler († 2008)
- 08. April: Michael Villella, US-amerikanischer Schauspieler († 2024)
- 14. April: Julie Christie, britische Schauspielerin
- 15. April: Robert Walker Jr., US-amerikanischer Schauspieler († 2019)
- 16. April: Günther Hörmann, deutscher Kameramann
- 19. April: José Luis Gómez, spanischer Schauspieler und Regisseur
- 20. April: James Gammon, US-amerikanischer Schauspieler († 2010)
- 21. April: Souleymane Cissé, malischer Regisseur († 2025)
- 22. April: Marie-José Nat, französische Schauspielerin († 2019)
- 24. April: Michael Parks, US-amerikanischer Schauspieler († 2017)
- 25. April: Günter Jaeuthe, deutscher Kameramann († 2022)
- 25. April: Al Pacino, US-amerikanischer Schauspieler
- 30. April: Burt Young, US-amerikanischer Schauspieler († 2023)

Mai
- 02. Mai: Jo Ann Pflug, US-amerikanische Schauspielerin
- 05. Mai: Lasse Åberg, schwedischer Regisseur und Schauspieler
- 05. Mai: Lance Henriksen, US-amerikanischer Schauspieler
- 07. Mai: John Irvin, britischer Regisseur
- 09. Mai: James L. Brooks, US-amerikanischer Regisseur und Drehbuchautor
- 11. Mai: Schanna Prochorenko, ukrainische Schauspielerin († 2011)
- 15. Mai: Lainie Kazan, US-amerikanische Schauspielerin
- 15. Mai: Malcolm Le Grice, britischer avantgardistischer Filmkünstler und Filmtheoretiker († 2024)
- 17. Mai: Peter Gerety, US-amerikanischer Schauspieler
- 18. Mai: Anita Kupsch, deutsche Volksschauspielerin und Synchronsprecherin († 2025)
- 19. Mai: Carlos Diegues, brasilianischer Filmregisseur († 2025)
- 22. Mai: Michael Sarrazin, kanadischer Schauspieler († 2011)
- 27. Mai: Zack Norman, US-amerikanischer Schauspieler und Produzent († 2024)

Juni
- 01. Juni: René Auberjonois, US-amerikanischer Schauspieler († 2019)
- 08. Juni: Peter Gauhe, deutscher Kameramann († 2020)
- 10. Juni: Helga Neuner, deutsche Schauspielerin
- 12. Juni: Amedeo Fago, italienischer Szenenbildner und Regisseur
- 20. Juni: John Mahoney, britisch-amerikanischer Schauspieler († 2018)
- 21. Juni: Mariette Hartley, US-amerikanische Schauspielerin
- 22. Juni: Abbas Kiarostami, iranischer Regisseur und Drehbuchautor († 2016)
- 22. Juni: Sissy Löwinger, österreichische Schauspielerin und Regisseurin († 2011)
- 24. Juni: Vittorio Storaro, italienischer Kameramann
- 25. Juni: Peer Augustinski, deutscher Schauspieler und Sprecher († 2014)
- 30. Juni: Víctor Erice, spanischer Regisseur

### Juli bis September
Juli

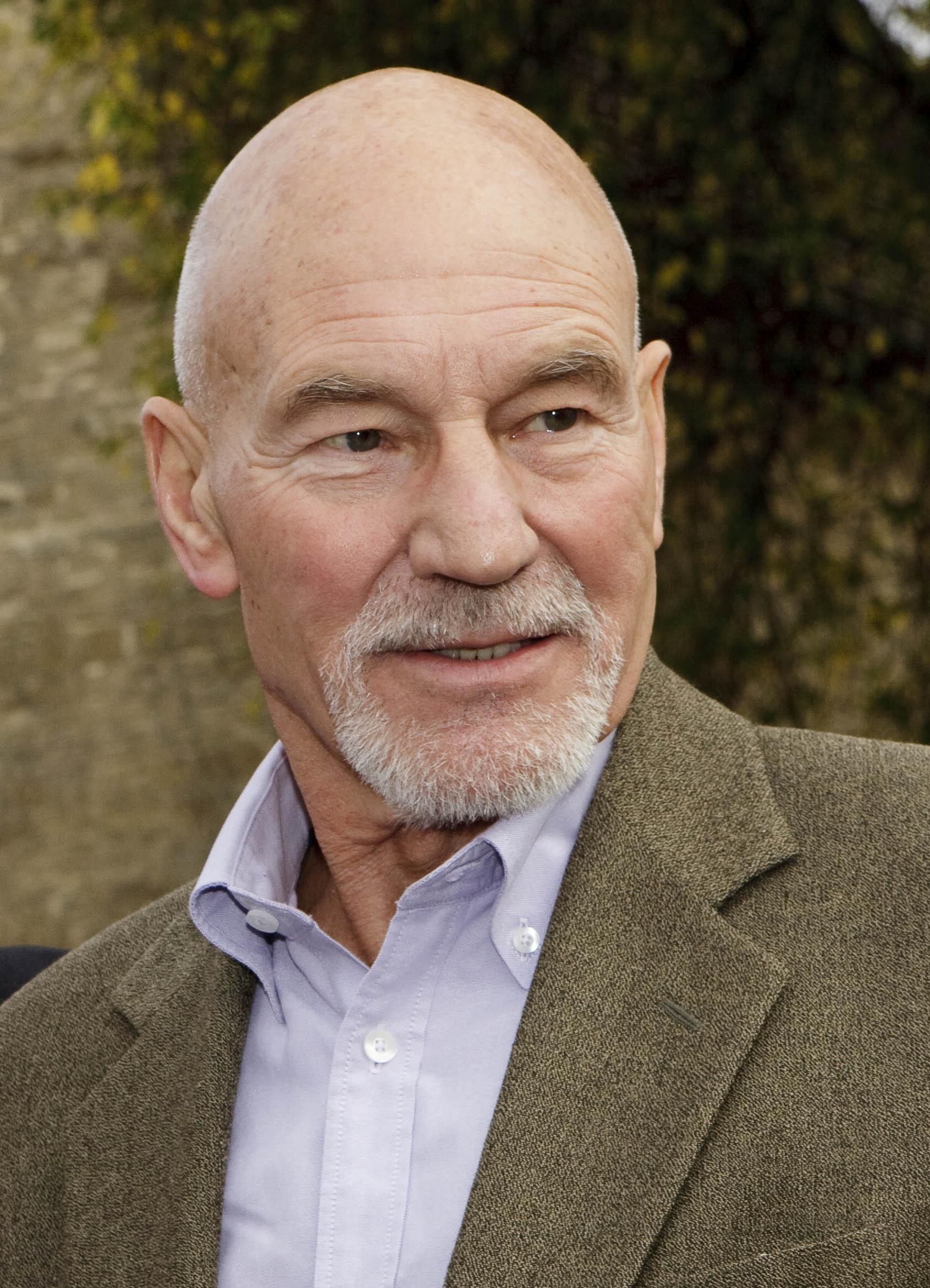
Patrick Stewart (* 13. Juli)

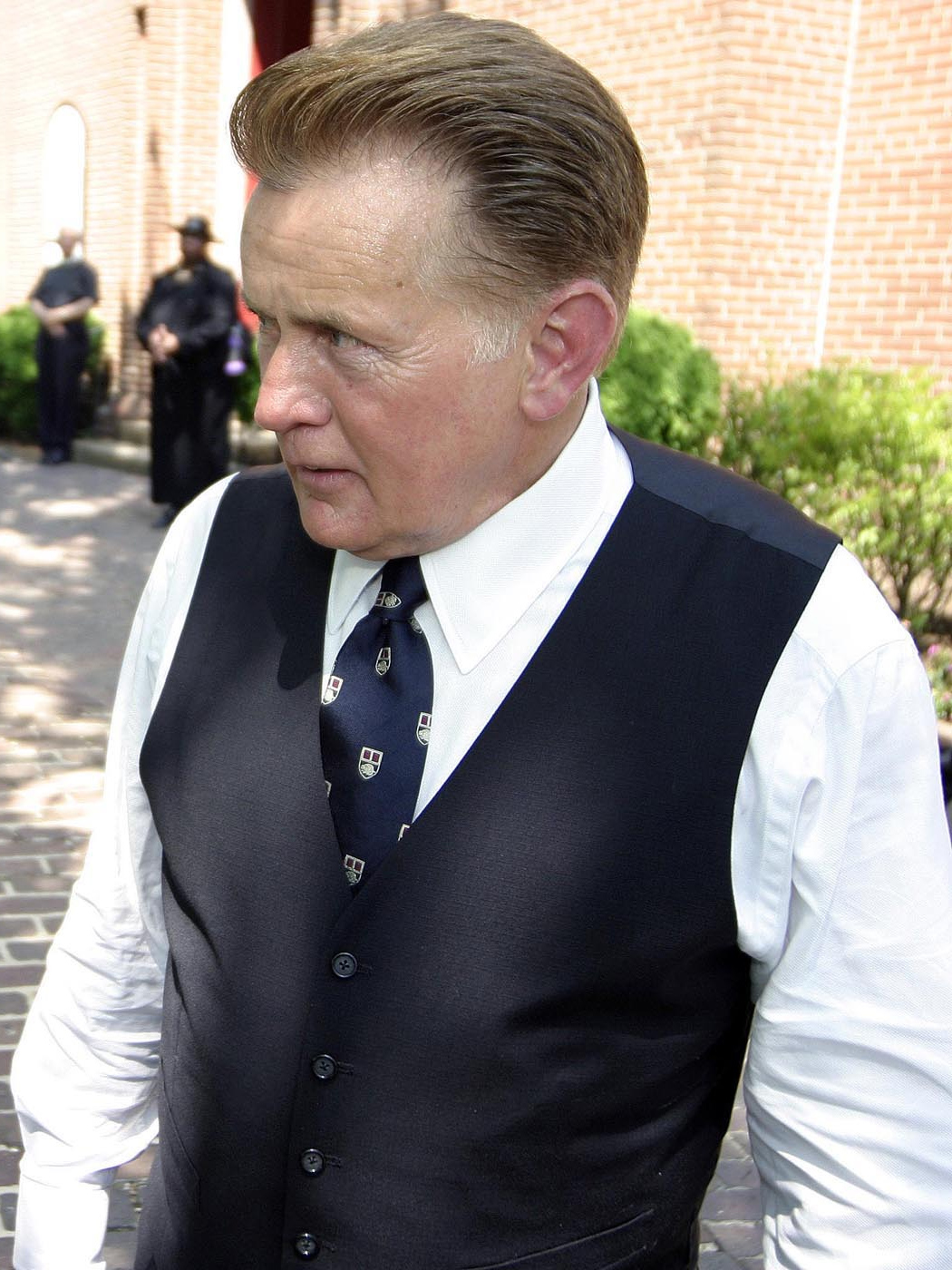
Martin Sheen (* 3. August)

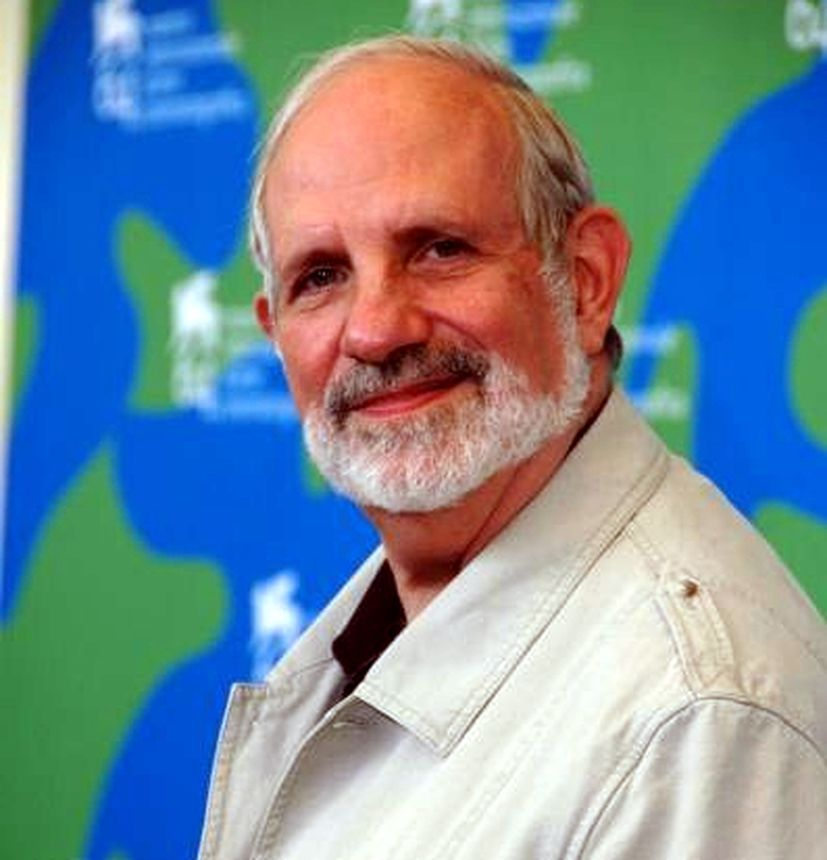
Brian De Palma (* 11. September)

- 09. Juli: Manfred Jung, deutscher Opernsänger († 2017)
- 10. Juli: Wilfried Pucher, deutscher Schauspieler
- 13. Juli: Patrick Stewart, britischer Schauspieler
- 22. Juli: Vera Tschechowa, deutsche Schauspielerin, Regisseurin und Produzentin († 2024)
- 24. Juli: Dan Hedaya, US-amerikanischer Schauspieler
- 27. Juli: Gary Kurtz, US-amerikanischer Produzent († 2018)
- 28. Juli: Brigit Forsyth, britische Schauspielerin († 2023)
- 29. Juli: Boschidar Petkow, bulgarischer Komponist († 2016)
- 30. Juli: Nicolau Breyner, portugiesischer Schauspieler, Drehbuchautor und Regisseur († 2016)
- 31. Juli: Stanley R. Jaffe, US-amerikanischer Filmproduzent († 2025)

August
- 03. August: Martin Sheen, US-amerikanischer Schauspieler
- 05. August: Natalie Trundy, US-amerikanische Schauspielerin († 2019)
- 06. August: Silvia Fenz, österreichische Schauspieler († 2016)
- 08. August: Just Jaeckin, französischer Regisseur  († 2022)
- 10. August: Marie Versini, französische Schauspielerin († 2021)
- 16. August: Bruce Beresford, australischer Regisseur
- 19. August: Jill St. John, US-amerikanische Schauspielerin
- 22. August: Judy Nugent, US-amerikanische Schauspielerin († 2023)
- 23. August: Tony Bill, US-amerikanischer Regisseur und Produzent
- 28. August: Ken Jenkins, US-amerikanischer Schauspieler
- 28. August: Dyson Lovell, britischer Schauspieler und Produzent († 2024)
- 31. August: Jack Thompson, australischer Schauspieler

September
- 03. September: Pauline Collins, britische Schauspielerin
- 03. September: Macha Méril, französische Schauspielerin
- 05. September: Raquel Welch, US-amerikanische Schauspielerin († 2023)
- 07. September: Dario Argento, italienischer Regisseur und Drehbuchautor
- 11. September: Brian De Palma, US-amerikanischer Regisseur
- 15. September: Chris Menges, britischer Kameramann
- 17. September: Heidelinde Weis, österreichisch-deutsche Schauspielerin, Regisseurin und Sängerin († 2023)
- 19. September: Karin Baal, deutsche Schauspielerin († 2024)
- 22. September: Anna Karina, dänisch-französische Schauspielerin († 2019)
- 30. September: Mady Riehl, deutsche Schlagersängerin, Schauspielerin und Fernsehmoderatorin

### Oktober bis Dezember
Oktober

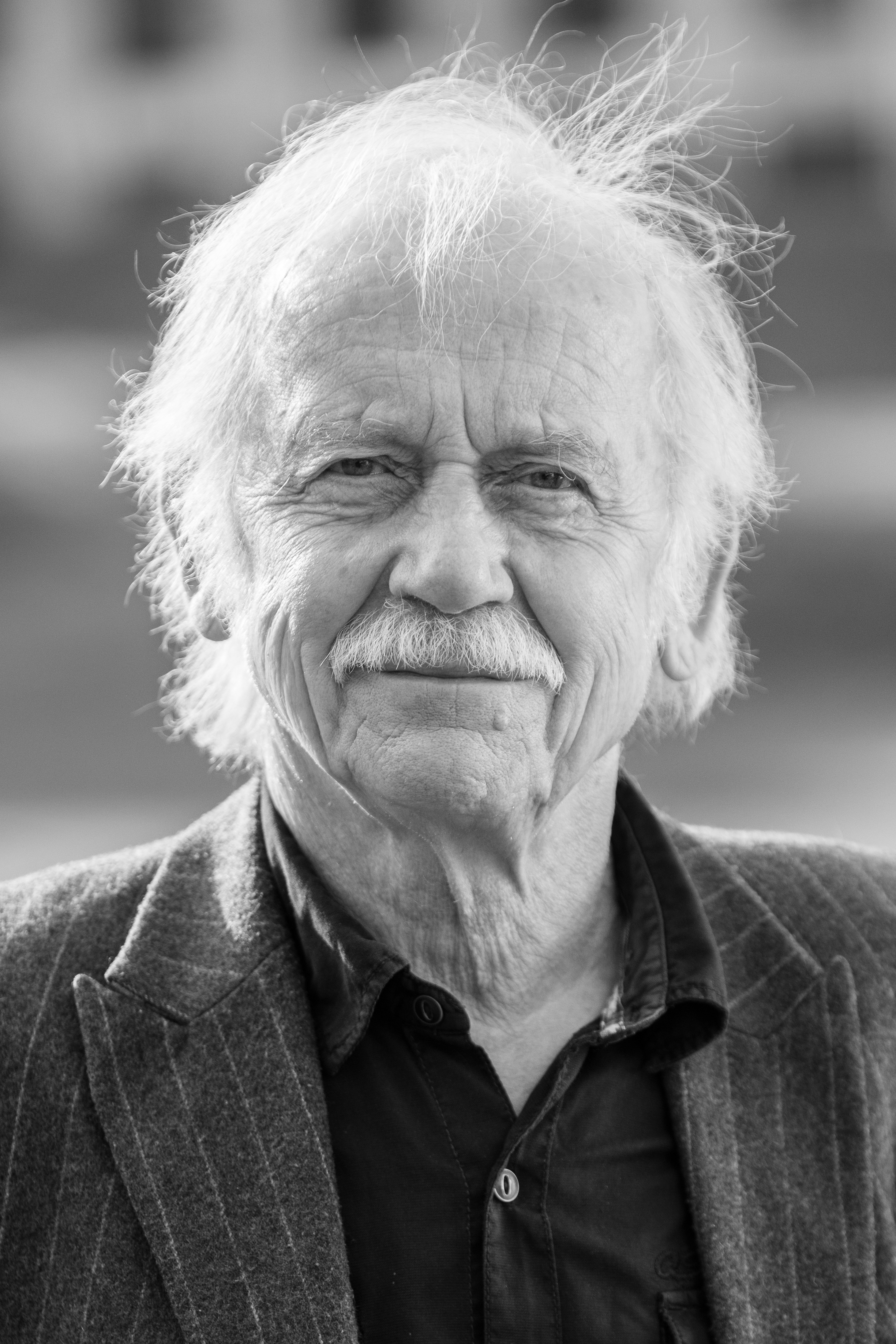
Tilo Prückner (* 26. Oktober)

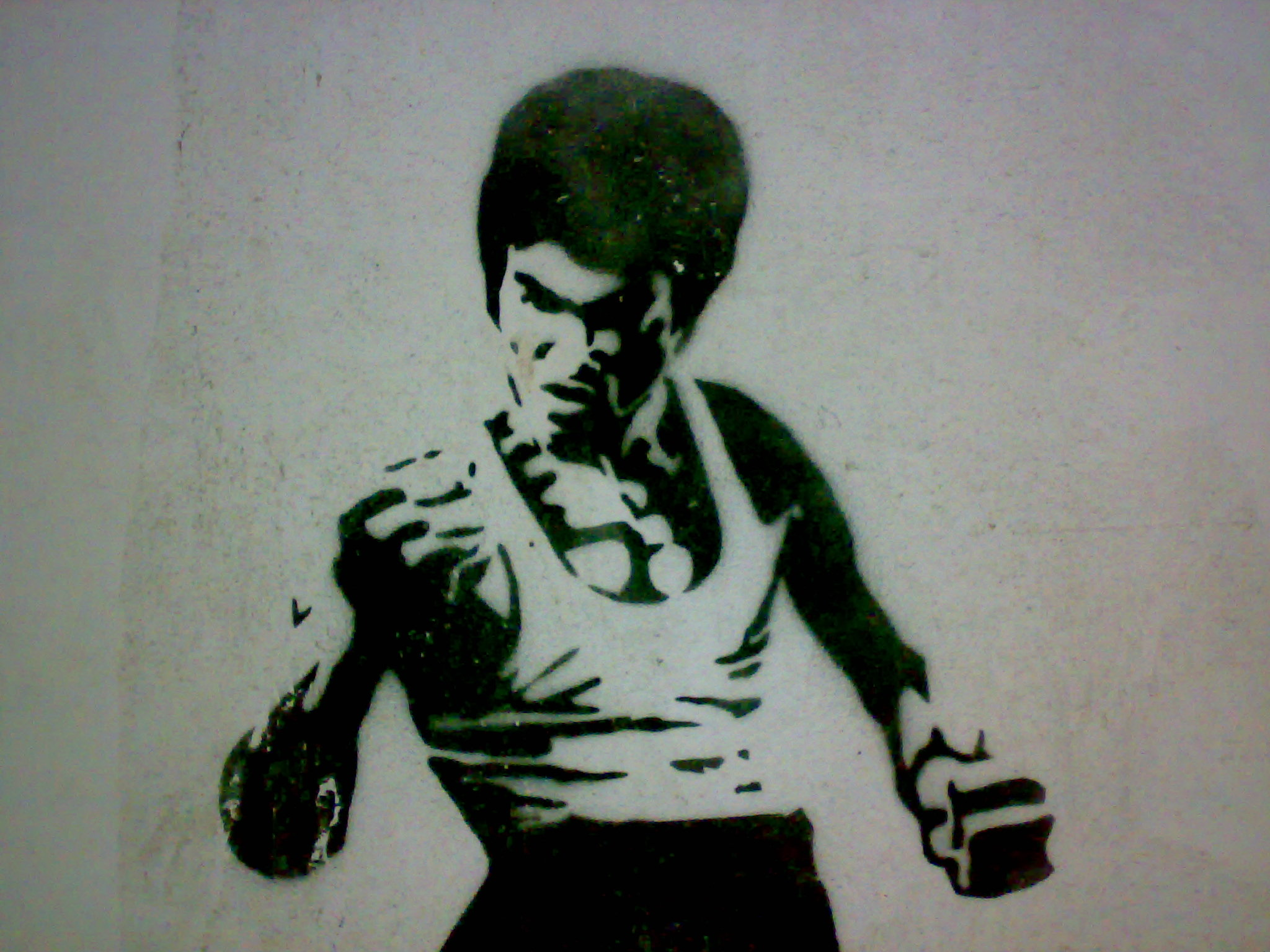
Bruce Lee (* 27. November)

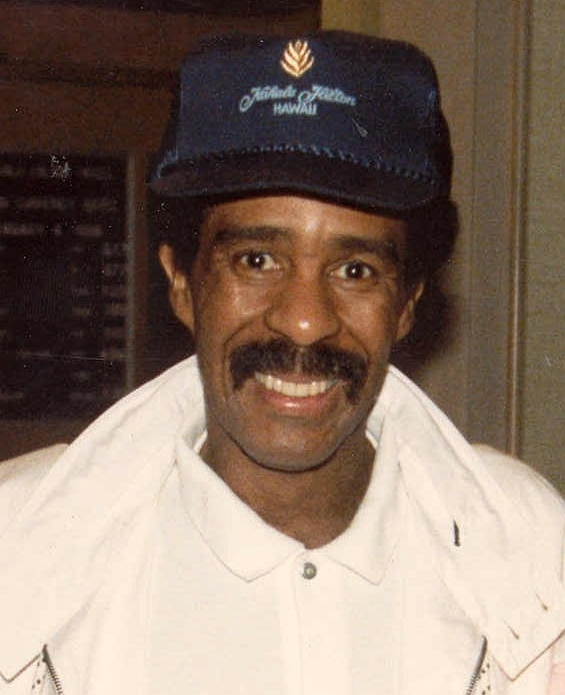
Richard Pryor (* 1. Dezember)

- 01. Oktober: Fredi M. Murer, schweizerischer Regisseur
- 05. Oktober: Thom Christopher, US-amerikanischer Schauspieler († 2024)
- 13. Oktober: Klaus Lemke, deutscher Regisseur und Schauspieler († 2022)
- 16. Oktober: Barry Corbin, US-amerikanischer Schauspieler
- 17. Oktober: Marion Michael, deutsche Schauspielerin († 2007)
- 19. Oktober: Michael Gambon, irischer Schauspieler († 2023)
- 26. Oktober: Tilo Prückner, deutscher Schauspieler († 2020)
- 29. Oktober: Angela Douglas, britische Schauspielerin

November
- 01. November: Hellmuth Costard, deutscher Regisseur († 2000)
- 01. November: Beth Fowler, US-amerikanische Schauspielerin
- 04. November: Marlène Jobert, französische Schauspielerin
- 05. November: Elke Sommer, deutsche Schauspielerin, Sängerin und Regisseurin
- 06. November: Alice Arlen, US-amerikanische Drehbuchautorin († 2016)
- 07. November: Dakin Matthews, US-amerikanischer Schauspieler
- 15. November: Ulf Pilgaard, dänischer Schauspieler und Komiker († 2024)
- 15. November: Sam Waterston, US-amerikanischer Schauspieler
- 20. November: Helma Sanders-Brahms, deutsche Regisseurin, Drehbuchautorin und Produzentin († 2014)
- 22. November: Terry Gilliam, US-amerikanischer Regisseur und Schauspieler
- 22. November: Andrzej Żuławski, polnischer Regisseur, Drehbuchautor und Schauspieler († 2016)
- 27. November: Carin Braun, deutsche Regisseurin und Schauspielerin († 1986)
- 27. November: Bruce Lee, US-amerikanischer Schauspieler († 1973)
- 29. November: Wiktor Fjodorowitsch Semenjuk, russischer Dokumentarfilmregisseur († 2014)

Dezember
- 01. Dezember: Richard Pryor, US-amerikanischer Schauspieler († 2005)
- 02. Dezember: Connie Booth, US-amerikanische Schauspielerin
- 04. Dezember: Richard Robbins, US-amerikanischer Komponist († 2012)
- 06. Dezember: Richard Edlund, US-amerikanischer Spezial-Effekte-Künstler
- 13. Dezember: Jutta Wachowiak, deutsche Schauspielerin
- 14. Dezember: Klaus-Peter Thiele, deutscher Schauspieler († 2011)
- 15. Dezember: Barbara Valentin, österreichische Schauspielerin († 2002)
- 17. Dezember: Michael Baier, deutscher Drehbuchautor († 2019)
- 17. Dezember: Anna Prucnal, polnisch-französische Schauspielerin
- 18. Dezember: Klaus Wennemann, deutscher Schauspieler († 2000)
- 19. Dezember: Lutz Riemann, deutscher Schauspieler († 2023)
- 24. Dezember: Egon Biscan, deutscher Volksschauspieler und Regisseur († 2023)
- 24. Dezember: Sharon Farrell, US-amerikanische Schauspielerin († 2023)
- 31. Dezember: Tim Considine, US-amerikanischer Schauspieler († 2022)

### Genaues Geburtsdatum unbekannt
- Carlos Álvarez-Nóvoa, spanischer Schauspieler († 2015)
- Hans Diehl, deutscher Film- und Theaterschauspieler
- Ravichandran, indischer Schauspieler, Drehbuchautor und Regisseur († 2011)

## Gestorben

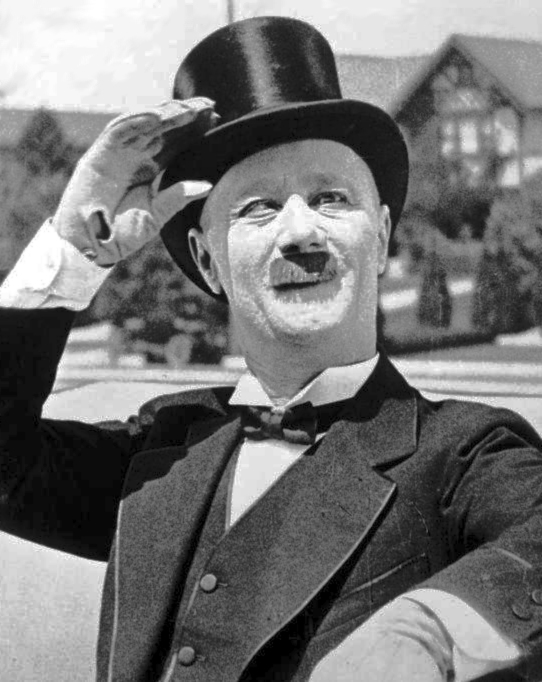
Ben Turpin († 1. Juli)

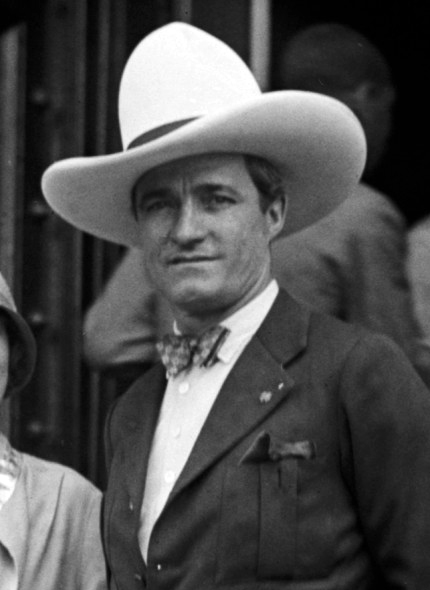
Tom Mix († 12. Oktober)

- 18. Januar: Otto Rippert, deutscher Schauspieler und Regisseur (* 1869)

- 10. März: John Monk Saunders, US-amerikanischer Drehbuchautor (* 1897)
- 12. März: Ralph Arthur Roberts, deutscher Schauspieler (* 1884)
- 13. März: La Jana, deutsche Tänzerin und Schauspielerin (* 1905)

- 05. April: John Wray, US-amerikanischer Schauspieler (* 1887)

- 25. Mai: Joseph De Grasse, kanadischer Schauspieler und Regisseur (* 1873)
- 28. Mai: Walter Connolly, US-amerikanischer Schauspieler (* 1887)

- 07. Juni: James Hall, US-amerikanischer Schauspieler (* 1900)
- 13. Juni: George Fitzmaurice, US-amerikanischer Regisseur (* 1885)
- 19. Juni: Maurice Jaubert, französischer Komponist (* 1900)
- 20. Juni: Charley Chase, US-amerikanischer Schauspieler (* 1893)
- 22. Juni: Ernst Dumcke, deutscher Schauspieler (* 1887)

- 01. Juli: Ben Turpin, US-amerikanischer Schauspieler (* 1869)
- 02. Juli: Guido Seeber, deutscher Kameramann (* 1879)

- 01. August: Gus Meins, US-amerikanischer Regisseur (* 1893)

- 25. September: Marguerite Clark, US-amerikanische Schauspielerin (* 1883)

- 02. Oktober: John Maxwell, britischer Produzent (* 1877)
- 11. Oktober: Charles Ogle, US-amerikanischer Schauspieler (* 1865)
- 12. Oktober: Tom Mix, US-amerikanischer Schauspieler (* 1880)

- 01. November: Willi Schur, deutscher Schauspieler (* 1888)

- 03. Dezember: C. Henry Gordon, US-amerikanischer Schauspieler (* 1883)
- 21. Dezember: F. Scott Fitzgerald, US-amerikanischer Schriftsteller (* 1896)
- 25. Dezember: Agnes Ayres, US-amerikanische Schauspielerin (* 1898)
- 26. Dezember: Daniel Frohman, US-amerikanischer Produzent (* 1851)